# تروفي كلوب
تروفي كلوب (بالإنجليزية: Trophy Club)‏ هي مدينة أمريكية تقع في ولاية تكساس.تبلغ مساحة هذه المدينة 10.5 (كم²)،ويبلغ عدد سكانها 8024 نسمة حسب إحصاء سنة 2010 م.

## التركيبة السكانية
حدّد مكتب تعداد الولايات المتحدة بيانات التركيبة السكانية لتروفي كلوب في تعداد الولايات المتحدة. في ما يلي، التركيبة السكانية حسب تعدادي 2000 و2010.

### تعداد عام 2000
بلغ عدد سكان تروفي كلوب 6,350 نسمة بحسب تعداد عام 2000، وبلغ عدد الأسر 2,271 أسرة وعدد العائلات 1,935 عائلة مقيمة في البلدة. في حين سجلت الكثافة السكانية 610.6 نسمة لكل كيلومتر مربع (1,581.4/ميل2). وبلغ عدد الوحدات السكنية 2,483 وحدة بمتوسط كثافة قدره 238.8 لكل كيلومتر مربع (618.5/ميل2).
وتوزع التركيب العرقي للبلدة بنسبة 93.43% من البيض و1.65% من الأمريكيين الأفارقة و0.30% من الأمريكيين الأصليين و1.76% من الأمريكيين ذوي الأصول الآسيوية و0.06% من سكان جزر المحيط الهادئ و1.17% من الأعراق الأخرى و1.62% من عرقين مختلطين أو أكثر و4.17% من الهسبانيون أو اللاتينيون من أي عرق.
بلغ عدد الأسر 2,271 أسرة كانت نسبة 44.7% منها لديها أطفال تحت سن الثامنة عشر تعيش معهم، وبلغت نسبة الأزواج القاطنين مع بعضهم البعض 78.6% من أصل المجموع الكلي للأسر، ونسبة 4.5% من الأسر كان لديها معيلات من الإناث دون وجود شريك، بينما كانت نسبة 2.2% من الأسر لديها معيلون من الذكور دون وجود شريكة وكانت نسبة 14.8% من غير العائلات. تألفت نسبة 12.5% من أصل جميع الأسر من عدة أفراد يعيشون في نفس المنزل ونسبة 2.2% كانت تتألف من شخص يعيش بمفرده يبلغ من العمر 65 عاماً أو أكثر. وبلغ متوسط حجم الأسرة المعيشية 2.80، أما متوسط حجم العائلات فبلغ 3.05.
بلغ العمر الوسطي للسكان 37.0 عاماً. وكانت نسبة 28.6% من القاطنين تحت سن الثامنة عشر، وكانت نسبة 4% بين الثامنة عشر والرابعة والعشرين عاماً، ونسبة 33% كانت واقعةً في الفئة العمرية ما بين الخامسة والعشرين والرابعة والأربعين عاماً، ونسبة 28.2% كانت ما بين الخامسة والأربعين والرابعة والستين، ونسبة 6% كانت ضمن فئة الخامسة والستين عاماً فما فوق. يوجد لكل 100 أنثى 104.1 ذكر، ويوجد لكل 100 أنثى في الثامنة عشر من عمرها فما فوق 98.6 ذكر.
بلغ متوسط دخل الأسرة في البلدة 92,492 دولارًا، أما متوسط دخل العائلة فبلغ 93,990 دولارًا. وكان متوسط دخل الذكور 72,625 دولارًا مقابل 36,845 دولارًا للإناث. وسجل دخل الفرد الخاص بالبلدة 37,707 دولارًا. وكانت نسبة 1.2% من العائلات ونسبة 1.8% من السكان تحت خط الفقر، وكان من هؤلاء نسبة 2.5% تحت سن الثامنة عشر ونسبة 0% في الخامسة والستين من العمر وما فوق.

### تعداد عام 2010
بلغ عدد سكان تروفي كلوب 8,024 نسمة بحسب تعداد عام 2010، وبلغ عدد الأسر 2,930 أسرة وعدد العائلات 2,404 عائلة مقيمة في البلدة. في حين سجلت الكثافة السكانية 771.5 نسمة لكل كيلومتر مربع (1,998.2/ميل2). وبلغ عدد الوحدات السكنية 3,072 وحدة بمتوسط كثافة قدره 295.4 لكل كيلومتر مربع (765.1/ميل2).
وتوزع التركيب العرقي للبلدة بنسبة 91.33% من البيض و1.88% من الأمريكيين الأفارقة و0.50% من الأمريكيين الأصليين و3.53% من الأمريكيين ذوي الأصول الآسيوية و0.02% من سكان جزر المحيط الهادئ و1.33% من الأعراق الأخرى و1.41% من عرقين مختلطين أو أكثر و6.36% من الهسبانيون أو اللاتينيون من أي عرق.
بلغ عدد الأسر 2,930 أسرة كانت نسبة 39.8% منها لديها أطفال تحت سن الثامنة عشر تعيش معهم، وبلغت نسبة الأزواج القاطنين مع بعضهم البعض 73.6% من أصل المجموع الكلي للأسر، ونسبة 6% من الأسر كان لديها معيلات من الإناث دون وجود شريك، بينما كانت نسبة 2.4% من الأسر لديها معيلون من الذكور دون وجود شريكة وكانت نسبة 18% من غير العائلات. تألفت نسبة 14.8% من أصل جميع الأسر من عدة أفراد يعيشون في نفس المنزل ونسبة 4.8% كانت تتألف من شخص يعيش بمفرده يبلغ من العمر 65 عاماً أو أكثر. وبلغ متوسط حجم الأسرة المعيشية 2.74، أما متوسط حجم العائلات فبلغ 3.05.
بلغ العمر الوسطي للسكان 42.0 عاماً. وكانت نسبة 27% من القاطنين تحت سن الثامنة عشر، وكانت نسبة 4.6% بين الثامنة عشر والرابعة والعشرين عاماً، ونسبة 23.8% كانت واقعةً في الفئة العمرية ما بين الخامسة والعشرين والرابعة والأربعين عاماً، ونسبة 33.3% كانت ما بين الخامسة والأربعين والرابعة والستين، ونسبة 11.3% كانت ضمن فئة الخامسة والستين عاماً فما فوق. وتوزع التركيب الجنسي للسكان بنسبة 50.3% ذكور و49.7% إناث.

## المناخ
يظهر الجدول التالي التغييرات المناخية على مدار السنة لتروفي كلوب:
| البيانات المناخية لـتروفي كلوب    | البيانات المناخية لـتروفي كلوب | البيانات المناخية لـتروفي كلوب | البيانات المناخية لـتروفي كلوب | البيانات المناخية لـتروفي كلوب | البيانات المناخية لـتروفي كلوب | البيانات المناخية لـتروفي كلوب | البيانات المناخية لـتروفي كلوب | البيانات المناخية لـتروفي كلوب | البيانات المناخية لـتروفي كلوب | البيانات المناخية لـتروفي كلوب | البيانات المناخية لـتروفي كلوب | البيانات المناخية لـتروفي كلوب | البيانات المناخية لـتروفي كلوب |
| الشهر                             | يناير                          | فبراير                         | مارس                           | أبريل                          | مايو                           | يونيو                          | يوليو                          | أغسطس                          | سبتمبر                         | أكتوبر                         | نوفمبر                         | ديسمبر                         | المعدل السنوي                  |
| --------------------------------- | ------------------------------ | ------------------------------ | ------------------------------ | ------------------------------ | ------------------------------ | ------------------------------ | ------------------------------ | ------------------------------ | ------------------------------ | ------------------------------ | ------------------------------ | ------------------------------ | ------------------------------ |
| الدرجة القصوى °ف (°م)             | 85 (29)                        | 95 (35)                        | 96 (36)                        | 101 (38)                       | 101 (38)                       | 102 (39)                       | 110 (43)                       | 108 (42)                       | 109 (43)                       | 100 (38)                       | 89 (32)                        | 84 (29)                        | 110 (43)                       |
| متوسط درجة الحرارة الكبرى °ف (°م) | 56.6 (13.7)                    | 60.1 (15.6)                    | 67.6 (19.8)                    | 75.9 (24.4)                    | 83.4 (28.6)                    | 90.8 (32.7)                    | 95.5 (35.3)                    | 96.5 (35.8)                    | 88.6 (31.4)                    | 78.8 (26.0)                    | 67.0 (19.4)                    | 57.2 (14.0)                    | 76.5 (24.7)                    |
| متوسط درجة الحرارة الصغرى °ف (°م) | 32.1 (0.1)                     | 35.3 (1.8)                     | 44.1 (6.7)                     | 51.8 (11.0)                    | 61.5 (16.4)                    | 68.7 (20.4)                    | 72.7 (22.6)                    | 72.5 (22.5)                    | 64.6 (18.1)                    | 53.2 (11.8)                    | 43.5 (6.4)                     | 33.9 (1.1)                     | 52.8 (11.6)                    |
| أدنى درجة حرارة °ف (°م)           | 0 (−18)                        | 0 (−18)                        | 14 (−10)                       | 29 (−2)                        | 41 (5)                         | 50 (10)                        | 57 (14)                        | 55 (13)                        | 38 (3)                         | 22 (−6)                        | 19 (−7)                        | −1 (−18)                       | −1 (−18)                       |
| الهطول إنش (مم)                   | 2.24 (57)                      | 2.80 (71)                      | 3.62 (92)                      | 3.16 (80)                      | 4.80 (122)                     | 4.00 (102)                     | 2.38 (60)                      | 1.83 (46)                      | 3.26 (83)                      | 4.02 (102)                     | 2.94 (75)                      | 2.68 (68)                      | 37.73 (958)                    |
| متوسط تساقط الثلوج إنش (سم)       | 0 (0)                          | 0.2 (0.51)                     | 0 (0)                          | 0 (0)                          | 0 (0)                          | 0 (0)                          | 0 (0)                          | 0 (0)                          | 0 (0)                          | 0 (0)                          | 0 (0)                          | 0.1 (0.25)                     | 0.3 (0.76)                     |
| المصدر: NOAA                      |                                |                                |                                |                                |                                |                                |                                |                                |                                |                                |                                |                                |                                |